# Medazepam
Medazepamul este un medicament din clasa 1,4-benzodiazepinelor, fiind utilizat în tratamentul anxietății. Calea de administrare disponibilă este cea orală.
Prezintă efecte anxiolitice, hipnotice și sedative, anticonvulsivante și miorelaxante.

## Utilizări medicale
Medazepamul este indicat în tratamentul de scurtă durată al anxietății și al tensiunii pshice.

## Farmacologie
Medazepamul este un promedicament și se activează la diazepam nordazepam, temazepam și oxazepam. Ca toate benzodiazepinele, acești compuși acționează ca modulatori alosterici pozitivi al receptorului de tip A pentru acidul gama-aminobutiric (R GABAA), reducând excitabilitatea neuronilor.